# .bm
.bm је највиши Интернет домен државних кодова (ccTLD) за Бермуде. Администрацијом домена се бави Колеџ Бермуда.